# Magellan Navigation
Magellan Navigation Inc. (anhörenⓘ) ist ein Hersteller von GPS-Geräten zur satellitengestützten Positionsbestimmung. Im nichtmilitärischen Bereich ist Magellan Hauptkonkurrent des Schweizer Herstellers Garmin.

## Geschichte
Das ursprüngliche Unternehmen Magellan Systems Corporation wurde 1986 gegründet, 1999 an die Ashtech Corporation verkauft und 2001 vom französischen Rüstungs- und Elektronikkonzern Thales Group übernommen und in Thales Navigation umbenannt. 2006 wurde Thales Navigation von einer Investorengruppe unter Leitung von Shah Capital Partners, einer privaten Beteiligungsgesellschaft mit Sitz in Santa Clara, Kalifornien, übernommen. Das Unternehmen wurde in Magellan umbenannt und bietet GPS-Lösungen für Verbraucher unter der Marke Magellan an. Die GPS-Lösungen werden nun unter dem Namen Magellan Professional angeboten.
Magellan Navigation ist ein Unternehmen mit Sitz in San Dimas, Kalifornien. Es stellt Hardware und Software für die Satellitennavigation her. Es war 1989 das erste Unternehmen, das mit dem NAV 1000 einen GPS-Empfänger in PDA-Größe für den Privatanwender herstellte. Obwohl auf technisch hohem Niveau, sind die Geräte im Gegensatz zu den Konkurrenzprodukten von TomTom und Garmin in Europa jedoch nicht (mehr) so weit verbreitet und deshalb auch nicht so bekannt. Dazu hat sicher beigetragen, dass die Firma seit 2009 in Europa keinen Reparatur- oder sonstigen Kundendienst mehr bietet und ausschließlich auf die Gewährleistungspflicht der Händler verweist.
2008 wurde Magellan von MiTAC International übernommen.